# Pagodula venusta
Pagodula venusta is een slakkensoort uit de familie van de Muricidae. De wetenschappelijke naam van de soort is voor het eerst geldig gepubliceerd in 2011 door Marshall & Houart.